# Achmed Baâdoud
Achmed Baâdoud, né le 10 février 1972 à Aït Saïd (Maroc), est un homme politique néerlando-marocain.
Membre du Parti travailliste (PvdA), il a occupé successivement les postes de membre du conseil de quartier Osdorp (2002-2006), président du groupe du Parti travailliste à Osdorp (2004-2006), détenteur du portefeuille au conseil de quartier Osdorp (2006-2010), et président de l'arrondissement d'Amsterdam-Nouvel-Ouest (2010-2018).

## Biographie

### Naissance et études
Achmed Baâdoud naît au Aït Saïd, au milieu des montagnes du Rif en 1972 et arrive à Amsterdam en 1981 avec sa mère, ses frères et sœurs. À neuf ans, il déménagé dans le quartier d'Amsterdam-Sud, où son père travaille comme homme de ménage à l'hôtel Hilton. Baâdoud a été impressionné par la bienveillance de ses voisins néerlandais, qui l'aident à s'adapter à la vie aux Pays-Bas.
Le jeune Baâdoud fait preuve de détermination, effectuant divers petits boulots tout en poursuivant ses études. Cependant, il échoue à son examen de fin d'études secondaires en 1988. Malgré cela, il travaille dur et suit une formation pour devenir pompier. Il travaille ensuite chez Nissan, grimpant les échelons jusqu'à devenir responsable des débiteurs en 2002, malgré son diplôme d'études secondaires. Plus tard, il termine une maîtrise en gouvernance et leadership à l'Université de Tilbourg.

### Carrière politique
Baâdoud commence sa carrière politique en tant que membre du conseil de quartier Osdorp en 2002. Il devient ensuite président du groupe du Parti travailliste (PvdA) à Osdorp de 2004 à 2006. Après les élections municipales de 2006, il intègre le bureau quotidien d'Osdorp.
Il est choisi comme tête de liste par le conseil d'Amsterdam-Nouvel-Ouest pour les élections municipales de 2010. Bien qu'Ahmed Marcouch ait été initialement choisi par la commission de nomination, une élection interne a finalement été organisée, et Baâdoud a remporté le leadership du parti en 2009. Les élections de 2010 ont vu la PvdA Nieuw-West, dirigée par Baâdoud, remporter 32,8 % des voix, soit onze sièges sur les 29 du conseil d'arrondissement.
En raison de rumeurs sur des irrégularités, une enquête menée par Walter Etty n'a révélé aucune inconduite dans le processus de nomination des candidats,. Baâdoud a été réélu président de l'arrondissement en 2014. En 2017, il fond son entreprise DAG, qui offre des conseils stratégiques aux gouvernements et aux entreprises.
De 2020 à 2021, Baâdoud est conseiller du Cornelius Haga Lyceum, une école islamique à Amsterdam Nieuw-West. Il a conseillé le conseil d'administration sur des questions financières et organisationnelles ainsi que sur l'amélioration des relations avec la municipalité d'Amsterdam. En septembre 2021, Baâdoud a renoncé à son rôle de conseiller en raison de divergences avec le conseil d'administration de la fondation Stichting Islamitisch Onderwijs (SIO).
En janvier 2023, Achmed Baâdoud est choisi comme nouveau président de MKB-Amsterdam par le conseil d'administration de MKB-Amsterdam,. Après huit ans en tant que président, Bart Drenth prend sa retraite.

### Criminalité à Amsterdam: Prise de position
En janvier 2014, Achmed Baâdoud, exprime son inquiétude à travers la presse néerlandaise quant à la vague de liquidations qui sévit dans la ville. Il appelle le ministre de la Sécurité et de la Justice, Ivo Opstelten, à envoyer davantage d'agents à Amsterdam pour faire face à cette menace persistante.
Depuis l'attaque de la Staatsliedenbuurt en décembre 2012, Amsterdam fait face à une série de liquidations, dont beaucoup ont eu lieu dans le quartier d'Amsterdam-Nouvel-Ouest, en rapport avec la Mocro Maffia. La dernière en date (janvier 2014), au cours de laquelle un homme de 39 ans est tué, incite Baâdoud à demander non seulement un renforcement des effectifs policiers, mais aussi la mobilisation des meilleurs agents disponibles pour le maire d'Amsterdam.
Cependant, Baâdoud estime que le problème ne reçoit pas assez de priorité et déclare qu'Amsterdam semble avoir perdu le contrôle de la situation en raison des huit liquidations survenues dans son quartier au cours de la dernière année.

### Affaires judiciaires
Il est pertinent de noter qu'Achmed Baâdoud et Geert Wilders représentent deux figures politiques néerlandaises aux antipodes sur plusieurs questions sociopolitiques. Baâdoud, membre du Parti travailliste (PvdA) et actif dans la politique locale à Amsterdam, est connu pour son engagement en faveur de la diversité, de l'inclusion et de la défense des droits des minorités, notamment la communauté musulmane.
En revanche, Geert Wilders, leader du Parti pour la liberté (PVV), est une personnalité politique notoire pour ses positions controversées sur l'immigration, l'islam et la préservation de la culture néerlandaise. Wilders est critiqué pour ses déclarations jugées xénophobes et anti-islamiques, notamment son appel en faveur de "moins de Marocains" aux Pays-Bas, qui a suscité des poursuites judiciaires.
Dans ce contexte, lors d'une soirée électorale municipale en mars 2014, il demande aux membres du public s'ils voulaient « plus ou moins de Marocains dans [leur] ville et aux Pays-Bas », le public ayant répondu « Moins ! Moins ! Moins ! » et lui : « Nous allons nous en charger ». Plus de 6 400 plaintes avaient été déposées, dont Achmed Baâdoud parmi les premiers.